# Luis Lusquiños
Luis Bernardo Lusquiños (Buenos Aires,  27 de noviembre de 1951-San Luis, 17 de junio de 2017) fue un psicólogo y político argentino.

## Biografía
Lusquiños nació en el barrio porteño de La Paternal. Estudió abogacía y, siendo joven, se mudó a la provincia de San Luis, donde conoció a la familia Rodríguez Saá. Ocupó en esa provincia varios cargos legislativos y ejecutivos a partir de 1983, acompañando la gestión del gobernador Adolfo Rodríguez Saá.
En 2001 asumió como reemplazo de Bernardo Pascual Quinzio luego de su renuncia el 23 de febrero de 2001, hasta terminar el mandato en diciembre.
En diciembre de 2001, cuando Adolfo Rodríguez Saá accedió a la presidencia, Lusquiños fue designado Secretario General de la Presidencia por él y también a cargo de la jefatura de gabinete. Permaneció hasta la renuncia, el 30 de diciembre de 2001.
En los años siguientes, Lusquiños se desempeñó como rector de la Universidad de La Punta.
En 2005 fue elegido diputado nacional por la provincia de San Luis por el Frente Justicia, Unión y Libertad. Para las elecciones legislativas de 2009 fue candidato a diputado nacional por la Ciudad de Buenos Aires, encabezando la lista del Frente Es Posible. No resultó elegido. En diciembre de 2009 venció su  mandato de diputado.
En 2016 asumió como reemplazo de Fernando Salino luego de su renuncia el 10 de diciembre de 2015, hasta su muerte en 2017.